# ماكنزي مكدونالد
ماكنزي مكدونالد (بالإنجليزية: Mackenzie McDonald)‏ هو لاعب كرة مضرب أمريكي، ولد في 16 أبريل 1995 في بيركيلي في الولايات المتحدة.

## وصلات خارجية
- ماكنزي مكدونالد على موقع رابطة محترفي التنس (الإنجليزية)
- ماكنزي مكدونالد على موقع الاتحاد الدولي لكرة المضرب (الإنجليزية)
- ماكنزي مكدونالد على موقع كأس ديفيز (الإنجليزية)
- ماكنزي مكدونالد على موقع إي إس بي إن.كوم (الإنجليزية)